# Oficina de Envigado
Oficina de Envigado é um violento cartel de drogas e organização paramilitar da Colômbia que herdou do Cartel de Medellín, o império do tráfico de drogas de Pablo Escobar. Atua em todo território colombiano, mas, principalmente, nas cidades de Medellín e Envigado. Controla também extorsão, jogos de azar e lavagem de dinheiro; posicionando-se como o principal mediador e cobrador de dívidas nas disputas do tráfico de drogas, mantendo conexões com os principais paramilitares e guerrilhas.

## Atividades
Além das drogas, a Oficina de Envigado também controla um número de casinos e estabelecimentos de jogos de azar, usados para lavagem de dinheiro. A Oficina também tem ligações com figuras de autoridade locais e da polícia. Possui parcerias com Los Rastrojos e o cartel Los Zetas do México.